# Plattling
Plattling är en stad i Landkreis Deggendorf i Regierungsbezirk Niederbayern i förbundslandet Bayern i Tyskland.